# حسین کاظمی
حسین کاظمی (زاده ۱۱ مهر ۱۳۵۸ در تهران) بازیکن سابق و مربی فوتبال ایرانی است. او در پست هافبک دفاعی بازی می‌کرد. وی دارای بالاترین سطح مدرک مربی گری آسیاست.

## زندگی شخصی
حسین کاظمی زاده ۱۱ مهر ۱۳۵۸ در تهران بازیکن سابق و مربی فوتبال ایرانی است. او در پست هافبک دفاعی بازی می‌کرد. وی دارای بالاترین سطح مدرک مربی گری آسیاست.

## زندگی ورزشی
او بعد از ۵ فصل بازی در سایپا در سال ۸۲ همراه با مهدی امیرآبادی از سایپا به استقلال آمد.
او ۳ فصل در باشگاه استقلال بازی کرد و بعد به سپاهان  منتقل شد و دوباره بعد از یک فصل بازی در سپاهان به استقلال تهران بازگشت. کاظمی از سال ۱۳۹۵ کار مربیگری خود را با تیم نوجوانان استقلال تهران آغاز کرد. 
شمس آذر قزوین
وی در ۷ آذر ۱۴۰۳ به شمس آذر قزوین پیوست.

## حواشی
کاظمی در یک تبلیغ تجاری نیز شرکت کرده‌است. از تصویر او برای نقش بر روی بیلبوردهای تبلیغاتی مبلمان چوب شمال نیز استفاده شده بود.

## بازی در سریال تلویزیونی
وی به همراه علی انصاریان در سریال طنز چارخونه ، به عنوان بازیگر مهمان ، در نقش خودش بازی کرد.

## افتخارات
- قهرمانی در لیگ برتر فوتبال ایران ۲۰۰۶-۲۰۰۵ به همراه تیم استقلال تهران
- قهرمانی در لیگ برتر فوتبال ایران ۲۰۰۹-۲۰۰۸ به همراه تیم استقلال تهران
- نایب قهرمانی لیگ برتر فوتبال ایران ۲۰۰۸-۲۰۰۷ به همراه تیم سپاهان اصفهان
- نایب قهرمانی در لیگ قهرمانان لیگ قهرمانان آسیا ۲۰۰۷_۲۰۰۸ به همراه تیم سپاهان اصفهان
- حضور در جام باشگاه‌های جهان به همراه تیم سپاهان اصفهان
- قهرمانی مسابقات غرب آسیا ۲۰۰۸ به همراه تیم ملی ایران